# Gioacchino Scaduto
Gioacchino Scaduto (Licata, 6 marzo 1898 – Palermo, 16 gennaio 1979) è stato un politico e giurista italiano.
Civilista, fu rettore dell'Università di Palermo e sindaco del capoluogo siciliano.

## Biografia
Fu docente di diritto privato  e di diritto civile dell'Università degli Studi di Palermo.
Fu preside della facoltà di giurisprudenza e Rettore dell'ateneo dal 1935 al 1938.
Eletto consigliere comunale di Palermo nel 1951 con la Democrazia Cristiana, fu sindaco in una giunta di centro-destra dal 3 luglio 1952 fino al 10 agosto 1955 e poi una seconda volta dal 6 al 14 dicembre di quest'ultimo anno.
A lui è dedicata la Scuola di Specializzazione per le Professioni Legali "Gioacchino Scaduto" dell'Università degli Studi di Palermo.

## Opere
- L’exceptio non adimpleti contractus nel diritto italiano, 1921
- Gli arbitratori nel diritto privato, 1923
- I debiti pecuniari e il deprezzamento monetario, 1924
- La "rappresentanza mediata" nell'acquisto di diritti, 1926
- Diritto civile, 2002